# Som en dröm

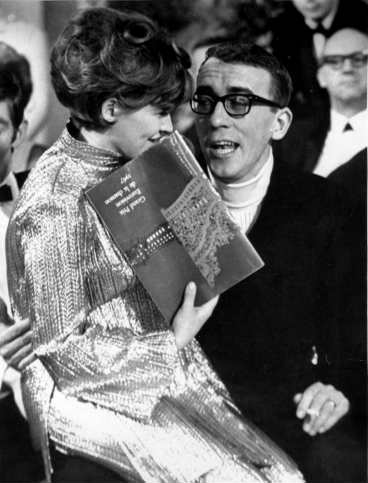
Schlager-EM 1967. Warnerbring representerade Sverige i Wien med "Som en dröm"

Som en dröm var den sång som den svenske sångaren Östen Warnerbring vann Melodifestivalen 1967 med, och tävlade med i Eurovision Song Contest 1967 i Wien i Österrike med Mats Olsson som dirigent. Warnerbring medgav efteråt att han hade varit nervös och att var osäker på om han kunde ha sin poloskjorta under sin smoking, eftersom han var rädd för att den skulle se ut som ett bandage runt halsen. Låten fick totalt sju poäng och hamnade på delad åttondeplats med Västtyskland och Jugoslavien.
Melodin låg på Svensktoppen i fyra veckor, 15 april till 7 maj 1967, och var som bäst tvåa.
Sångaren Thomaz Ransmyr gjorde en cover av låten 2012 när han representerade Sverige under Köpenhamns pridefestivals alternativmelodifestival på Rådhuspladsen, och hamnade då på en delad femteplats.